# Robert Henry Cain
Major Robert Henry Cain CV TD (2 de janeiro de 1909 - 2 de maio de 1974) foi um Manx que recebeu a Cruz Vitória, o maior prêmio por bravura diante do inimigo que pode ser concedido às forças britânicas e da Commonwealth.
Cain cresceu na Ilha de Man e ingressou na Honorável Companhia de Artilharia em 1928. Depois de trabalhar no exterior, ele recebeu uma comissão de emergência no Exército em 1940. Ele foi transferido para o Regimento de South Staffordshire em 1942 e ingressou no 2º Batalhão, parte da 1ª Divisão Aerotransportada Britânica. Ele esteve em ação durante a Invasão Aliada da Sicília em 1943 e novamente durante a Batalha de Arnhem no ano seguinte. Durante a batalha, a companhia do Major Cain esteve intimamente envolvida com tanques inimigos, canhões autopropelidos e infantaria. Cain expôs-se continuamente ao perigo enquanto liderava seus homens e despachava pessoalmente o máximo possível de armaduras inimigas. Apesar de sofrer vários ferimentos, ele recusou atendimento médico e por sua bravura foi condecorado com a Cruz Vitória.
Mais tarde na guerra, ele participou da Operação Doomsday, onde a 1ª Divisão Aerotransportada supervisionou a rendição alemã na Noruega. Ele deixou o exército no final de 1945 e retornou ao seu trabalho pré-guerra na Royal Dutch Shell. Ele morreu de câncer em 1974.
Robert Henry Cain nasceu em Xangai em 2 de janeiro de 1909. Seus pais eram Manx e retornaram para a Ilha de Man quando ele era jovem, onde foi educado no King William's College . Em 1928 Cain ingressou na Honorável Companhia de Artilharia, uma unidade do Exército Territorial (TA). A TA era a força de reserva voluntária do Exército Britânico e os membros continuaram no trabalho civil; Cain trabalhou na Tailândia e na Malásia para a Shell. Ele foi colocado na lista de reserva suplementar em 12 de fevereiro de 1931.

## Segunda Guerra Mundial
Em abril de 1940, logo após o início da Segunda Guerra Mundial, Cain recebeu uma comissão de emergência nos Fuzileiros Reais de Northumberland como segundo-tenente .  Em 1942, ele foi destacado para o 2º Batalhão do Regimento de South Staffordshire antes de ser temporariamente promovido ao posto de major em abril de 1943 - uma posição que manteria até receber o posto com honra em 1945. O 2º Batalhão do Regimento de South Staffordshire fazia parte da 1ª Brigada Aérea que desembarcou na Sicília em julho de 1943 como parte da Operação Ladbroke . No mesmo mês, Cain assumiu o comando da companhia B do batalhão.

### Batalha de Arnhem
A Batalha de Arnhem fez parte da Operação Market Garden, uma tentativa de assegurar uma série de pontes através dos Países Baixos . Em Arnhem, a 1ª Divisão Aerotransportada Britânica e a 1ª Brigada Independente de Pára-quedistas Polonesa foram encarregadas de proteger pontes através do Baixo Reno, os objetivos finais da operação. No entanto, as forças aerotransportadas que caíram em 17 de setembro não sabiam que a 9ª e a 10ª divisões SS Panzer também estavam perto de Arnhem para descanso e reabastecimento. A sua presença adicionou um número substancial de Panzergrenadiers, tanques e canhões autopropulsados às defesas alemãs e os Aliados sofreram pesadamente na batalha que se seguiu. Apenas uma pequena força conseguiu segurar uma extremidade da ponte rodoviária de Arnhem antes de ser invadida no dia 21. O resto da divisão ficou preso em um pequeno bolsão a oeste da ponte e teve que ser evacuado no dia 25. Os Aliados não conseguiram cruzar o Reno, que permaneceu sob controle alemão até as ofensivas aliadas em março de 1945.

#### Avance para Arnhem
Os Aliados planejaram levar os britânicos e poloneses para Arnhem em três viagens separadas durante três dias. O major-general Roy Urquhart decidiu implantar primeiro a 1ª Brigada Aérea, já que as tropas de planadores poderiam se reunir mais rapidamente do que a infantaria de pára-quedas e proteger as áreas de pouso. Cain decolou com o primeiro elevador junto com duas companhias de South Staffords, mas apenas cinco minutos depois de partir da RAF Manston o cabo de reboque que conectava o rebocador Albemarle ao seu planador Horsa foi puxado da aeronave líder. Depois de pousar com segurança, os ocupantes do planador puderam voar no dia seguinte com a segunda sustentação.

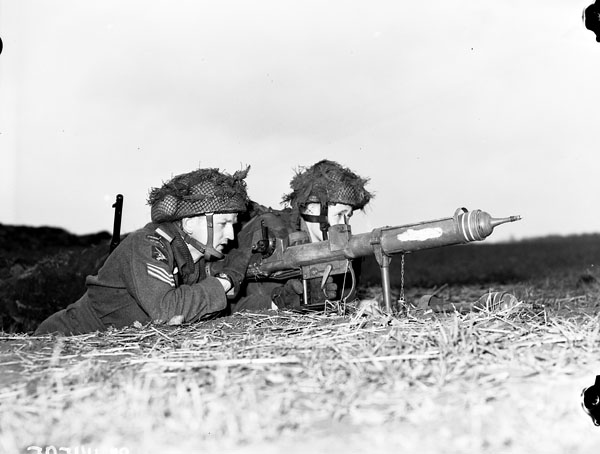
Dois soldados aerotransportados demonstram uma arma antitanque PIAT.

Em Arnhem, o plano Aliado rapidamente se desfez. Apenas um pequeno grupo da 1ª Brigada de Pára-quedistas, principalmente elementos do 2º Batalhão do Tenente Coronel John Frost, conseguiu chegar à ponte. O 1º e o 3º Batalhões não conseguiram penetrar nos subúrbios da cidade e o seu avanço estagnou, pelo que, para os apoiar, o primeiro elevador dos South Staffords foi enviado na manhã do dia 18. Quando Cain chegou com a segunda carona, eles também foram encaminhados, chegando aos arredores de Arnhem na noite do dia 18. O tenente-coronel David Dobie, do 1º Batalhão, propôs um ataque concentrado em uma frente estreita entre o Baixo Reno e a linha ferroviária de Arnhem. Os South Staffords avançariam em direção à ponte, com os remanescentes do 1º e 3º Batalhões em seu flanco direito, enquanto o 11º Batalhão Paraquedista, permanecia na reserva. Os Staffords avançaram às 4h30 com a Empresa D na liderança, seguida pelas Empresas B e A com a Empresa C na reserva. Na área ao redor do Hospital St Elizabeth, a empresa líder encontrou forte resistência nas câmaras de compensação e a Companhia B assumiu a liderança, chegando até um vale próximo ao Museu da Cidade de Arnhem. Aqui Caim e seus homens encontraram pela primeira vez armaduras inimigas. A empresa estava armada apenas com PIATs e morteiros e embora Cain e vários de sua companhia tenham aberto fogo contra os tanques e canhões, não conseguiram desativar nenhum. Às 11h30, a munição do PIAT estava esgotada e os tanques agora dominavam a área. A posição deles era claramente desesperadora e então o tenente-coronel McCardie, o oficial comandante (CO) do 2º Batalhão do Regimento de South Staffordshire, ordenou que eles se retirassem do vale. Caim recuou com vários de seus homens, mas poucos deles conseguiram escapar, enquanto os homens das outras companhias foram forçados a se render. Cain foi o único oficial superior do batalhão a escapar no que mais tarde descreveu como o "Waterloo do Estado-Maior do Sul".
Enquanto os homens sobreviventes recuavam nas posições do 11º Batalhão, o Major Gilchrist (Companhia A, 11º Batalhão) conheceu Cain, que lhe disse que "Os tanques estão chegando, dê-me um PIAT". Gilchrist não foi capaz de atender e então os Staffords se reagruparam atrás das posições do 11º Batalhão; cerca de 100 homens sobreviventes formando cinco pequenos pelotões sob o comando de Cain. O tenente-coronel George Lea, comandante do 11º Batalhão, ordenou que capturassem um pedaço de terreno arborizado conhecido como Den Brink para cobrir um novo avanço, e uma carga de baioneta rapidamente eliminou o inimigo ali. No entanto, as grossas raízes das árvores na colina impossibilitaram a escavação e, depois de sofrer graves baixas, Caim tomou a decisão de recuar para Oosterbeek.

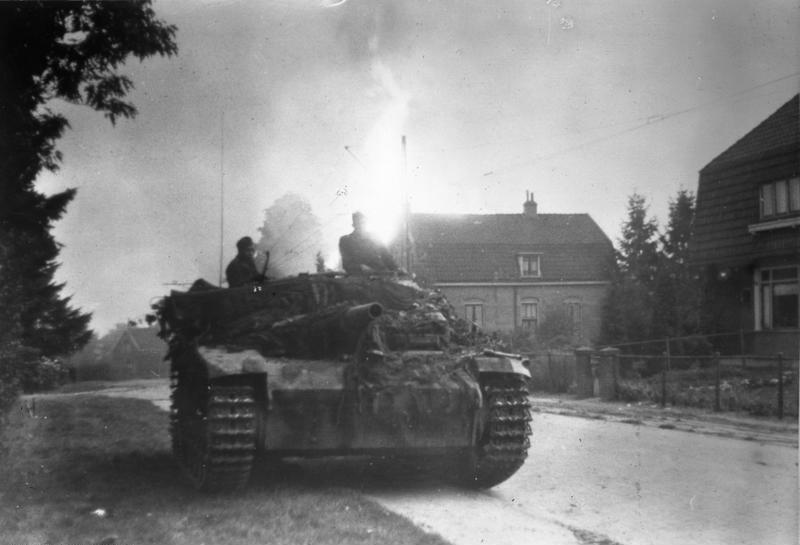
Um Sturmhaubitze 42 alemão em Arnhem.

Os remanescentes dos quatro batalhões recuaram desordenadamente para as principais posições divisionais em Oosterbeek. Aqui eles foram reunidos em unidades defensivas pelo Tenente Coronel Xerife Thompson, CO 1º Regimento de Artilharia Leve de Desembarque Aéreo, que deteve à força muitas das tropas em pânico. Alarmado com o fato de que muitas unidades em retirada logo deixariam seus próprios obuseiros de 75 milímetros indefesos, ele procurou Cain, o oficial mais graduado, e ordenou-lhe que colocasse os homens em uma tela defensiva à frente das posições dos canhões. Mais tarde, Thompson enviou o major Richard Lonsdale para assumir o comando dessas tropas periféricas, e durante toda a quarta-feira, 20, eles resistiram a fortes ataques alemães antes de retornarem ao perímetro divisional principal. O setor foi designado "Força Thompson", mas foi renomeado como "Força Lonsdale" quando Thompson foi ferido no dia seguinte. Ao norte e oeste de Oosterbeek, outras unidades recuaram diante da forte resistência alemã e, nos dias seguintes, formou-se um perímetro em forma de polegar ao redor da cidade, com o Reno na sua base.
O setor da Força Lonsdale cobria o extremo sul do perímetro leste, e Cain era um dos três Majors que defendiam este setor da linha. À medida que a batalha avançava, ele ficou determinado a destruir o máximo possível de armaduras inimigas e instalou-se no jardim de uma lavanderia, para grande desgosto do proprietário holandês. Nos dias seguintes, Caim esteve por toda parte, lidando com armaduras e atiradores de elite e encorajando seus homens. Na tarde desta quinta-feira, dia 21, dois tanques se aproximaram da posição de Cain. Guiado por um colega em um prédio acima dele, Cain esperou em uma trincheira até que o primeiro tanque – na verdade um canhão autopropulsado (SPG) StuG III – estivesse perto o suficiente para atacar. O SPG disparou contra o prédio, matando o colega de Cain e cobrindo-o com alvenaria, mas apesar disso, Cain manteve sua posição. O sargento Richard Long, do Regimento de Pilotos de Planador, lembrou que, através das nuvens de poeira, Cain disparou tiro após tiro de seu PIAT até que o SPG foi desativado, mas enquanto enfrentava o segundo tanque, um tiro explodiu no PIAT com um flash brilhante. e Caim foi jogado para trás. Cain se lembra de ter pensado que era cego e "gritava como um hooligan. Gritei para alguém entrar no PIAT porque havia outro tanque atrás. Chorei e gritei e usei uma linguagem muito colorida. Eles me arrastaram para o posto de socorro". Os britânicos apresentaram um dos canhões de 75 mm do Regimento Ligeiro que destruiu o tanque.
Testemunhas acreditaram que Caim estava incapacitado, mas meia hora depois sua visão voltou. Ele recusou a morfina e contra todos os conselhos voltou para a linha de frente, decidindo que "não estava ferido o suficiente para ficar onde [ele] estava". No dia seguinte, seus tímpanos estouraram com os constantes disparos e barragens, mas ele se contentou em tapar os ouvidos com bandagens e continuar lutando. No domingo, dia 24, logo após uma trégua para permitir a evacuação das vítimas, Cain foi alertado sobre a aproximação de um tanque Tiger . Junto com um artilheiro da Artilharia Real, ele correu em busca de um canhão antitanque de 6 libras, manobrou-o para posição, disparou e desativou o tanque. Ele queria continuar usando a arma, mas o mecanismo de recuo foi destruído.
Em 25 de setembro, a área ocupada pela Força Lonsdale viu intensos combates contra canhões autopropelidos, tanques lança-chamas e infantaria. Não havia PIATs disponíveis para a força naquele momento; em vez disso, Caim armou-se com um morteiro de duas polegadas. Os morteiros são armas de fogo indireto de carregamento pela boca, mas Cain foi forçado a dispará-los em um plano quase horizontal devido à proximidade do inimigo. Sua citação afirma que sua liderança garantiu que South Staffordshire não cedesse terreno e expulsasse o inimigo em completa desordem.  Ao final da batalha, Cain teria sido responsável pela destruição ou incapacitação de seis tanques, quatro dos quais eram Tigres, bem como uma série de canhões autopropelidos.
Naquela noite a Divisão começou a retirar-se na Operação Berlim . Muitos homens rasparam e enegreceram o rosto e Cain removeu a barba de uma semana do rosto, enxugando-se com seu avental Denison sujo e encharcado de sangue. Depois de cruzar com sucesso o Reno, isso levou o Brigadeiro 'Pip' Hicks a comentar "há pelo menos um oficial que está barbeado". A resposta de Caim foi: “Fui bem educado, senhor”. Caim certificou-se de que todos os seus homens atravessassem o rio ao amanhecer, antes de ele próprio cruzar em um barco velho.

## Cruz Vitória
Cinquenta e nove condecorações foram publicadas para o pequeno grupo de homens que escaparam com sucesso de Arnhem e foram concedidas em uma cerimônia de investidura no Palácio de Buckingham em 6 de dezembro de 1944. Além de ser o único sobrevivente da batalha a receber a Victoria Cross, Cain também foi o primeiro (e atualmente único) Manxman a receber a medalha. VCs póstumos foram anunciados mais tarde, incluindo um para o Sargento Lance John Baskeyfield do pelotão antitanque do 2º Batalhão de South Staffordshire. O 2º Batalhão tornou-se assim o único batalhão britânico a receber dois VCs em um combate durante a Segunda Guerra Mundial.

 Gabinete de Guerra, 2 de novembro de 1944. 
O REI teve o prazer de aprovar os prêmios do VICTORIA CROSS para: -
Capitão (major temporário) Robert Henry Cain (129484), The Royal Northumberland Fusiliers, (attd. The South Staffordshire Regiment)
(I Divisão Aerotransportada) (Salcombe, Devon).
Na Holanda, em 19 de setembro de 1944, o Major Cain comandava uma companhia de rifles do Regimento de South Staffordshire durante a Batalha de Arnhem, quando sua companhia foi isolada do resto do batalhão e durante os seis dias seguintes esteve estreitamente envolvida com tanques inimigos. canhões autopropelidos e infantaria. Os alemães fizeram repetidas tentativas de invadir a posição da empresa por meio de infiltração e, se tivessem conseguido, toda a situação das tropas aerotransportadas teria ficado comprometida.
O Major Cain, pela sua notável devoção ao dever e notável poder de liderança, foi em grande medida pessoalmente responsável por salvar um sector vital de cair nas mãos do inimigo.
No dia 20 de setembro, um tanque Tiger aproximou-se da área controlada por sua companhia e o Major Cain saiu sozinho para lidar com ele, armado com um Piat. Assumindo uma posição, ele manteve o fogo até que o tanque estivesse a apenas 20 metros de distância quando ele abriu. O tanque parou imediatamente e apontou suas armas contra ele, atirando em um canto da casa perto de onde o policial estava deitado. Embora ferido por balas de metralhadora e queda de alvenaria, o Major Cain continuou atirando até acertar vários tiros diretos, imobilizar o tanque e supervisionar o levantamento de um 75 mm. obus que o destruiu completamente. Só então ele consentiria em curar seus ferimentos.
Na manhã seguinte, este oficial expulsou mais três tanques com o uso destemido de seu Piat, em cada ocasião deixando cobertura e
assumir posição em terreno aberto com total desrespeito pela sua segurança pessoal.
Durante os dias seguintes, o Major Cain esteve em todos os lugares onde o perigo ameaçava, movendo-se entre seus homens e encorajando-os com seu exemplo destemido a resistir. Ele recusou repouso e atendimento médico, apesar de sua audição estar gravemente prejudicada por causa de um tímpano perfurado e de ele sofrer vários ferimentos.
Em 25 de setembro, o inimigo fez um ataque concertado à posição do Major Cain, usando canhões autopropulsados, lança-chamas e infantaria. A essa altura, o último Piat havia sido colocado fora de ação e o Major Cain estava armado apenas com um morteiro leve de 2". No entanto, pelo uso habilidoso desta arma e por sua ousada liderança dos poucos homens ainda sob seu comando, ele desmoralizou completamente o inimigo que, após um combate que durou mais de três horas, retirou-se em desordem.

Ao longo de todo o curso da Batalha de Arnhem, o Major Cain mostrou uma bravura soberba. Seus poderes de resistência e liderança eram admirados por todos os seus colegas oficiais e histórias de seu valor eram constantemente trocadas entre as tropas. Sua frieza e coragem sob fogo incessante não poderiam ser superadas.
Há alguns erros na citação de Caim. A ação descrita como ocorrendo no dia 20 realmente ocorreu no dia 21 (de fato, este é o dia em que o tenente Meikle - seu observador no edifício acima - foi morto), e o tanque Tiger que ele envolveu foi de fato um StuG III.[1]

## Fim da guerra
As hostilidades na Europa terminaram em 8 de maio de 1945, quando os Aliados aceitaram a rendição incondicional da Alemanha nazista. No entanto, havia um grande número de unidades alemãs na Noruega - um dos poucos lugares na Europa ainda sob controle alemão - e os aliados temiam que o comandante alemão lá pudesse tentar lutar. Na Operação Doomsday, Cain viajou para Oslo, Noruega, com a 1a Brigada de Pouso Aéreo em 11 de maio de 1945. Trabalhando com Milorg (a resistência norueguesa), os britânicos tomaram a rendição das tropas alemãs na Noruega sem incidentes, antes de retornar ao Reino Unido em 25 de agosto de 1945. Tendo permanecido no serviço do Regimento de South Staffordshire, Cain renunciou oficialmente à sua comissão de guerra em 28 de dezembro de 1945 e recebeu a chefe honorária de major.

## Vida posterior
Após deixar o exército, Cain voltou à sua ocupação pré-guerra com a Shell, vivendo no leste da Ásia e depois na África Ocidental. Em 1951, ele foi eleito para a Câmara dos Representantes da Nigéria enquanto trabalhava lá. Ele voltou à Grã-Bretanha em 1965 e se estabeleceu na Ilha de Man após sua aposentadoria.

## Família
Cain teve quatro filhos; sua filha Frances foi casada com Jeremy Clarkson entre 1993 e 2014.

## Morte
Cain morreu de câncer em 2 de maio de 1974 em Crowborough, Sussex. Seu corpo foi cremado no Crematório Worth e suas cinzas enterradas na sepultura familiar no Cemitério de Braddan na Ilha de Man.

## Memórias
Há vários monumentos em honra de Caim. O King William's College tem uma bolsa de estudos em seu nome e a capela no Hospice em Douglas é dedicada a seu nome. Uma carvalha no arboretum Dhoon, plantada com alhoes coletados de Arnhem, foi batizada de Carvalha de Arnhet em memória de sua bravura. medalha, Denison smock e o berete marrom que ele usou durante a Batalha de Arnhem estão todos guardados no Staffordshire Regiment Museum. [1] [2] filha, Frances Catherine Cain, revelou um conjunto de moedas comemorativas em homenagem a seu pai na Ilha de Man em 2006.[1] Ela foi casada com o jornalista britânico de televisão e automóveis Jeremy Clarkson (divorciado 2014), que apresentou um documentário da BBC, "The Victoria Cross: For Valour" sobre Cain e outros destinatários de VC em 2003. Frances Cain não estava ciente VC de seu pai até depois de ele morrer porque, de acordo com Clarkson, "ele nunca tinha pensado em mencioná-lo".[1]

## Medalhas e decorações
|  | Cruz Vitória (CV)                          |
|  | 1939-1945 Estrela                          |
|  | Estrela da Itália                          |
|  | França e Alemanha Estrela                  |
|  | Medalha de Defesa                          |
|  | Medalha de Guerra 1939-1945                |
|  | Medalha de coroação da rainha Elizabeth II |
|  | Decoração de eficiência (TD)               |